# Erzsébet Sósfürdő
Az Erzsébet Sósfürdő egykori gyógyfürdő Budapesten, mely 1854-től 1954-ig üzemelt a Tétényi úton. Helyén ma a Szent Imre Kórház működik.

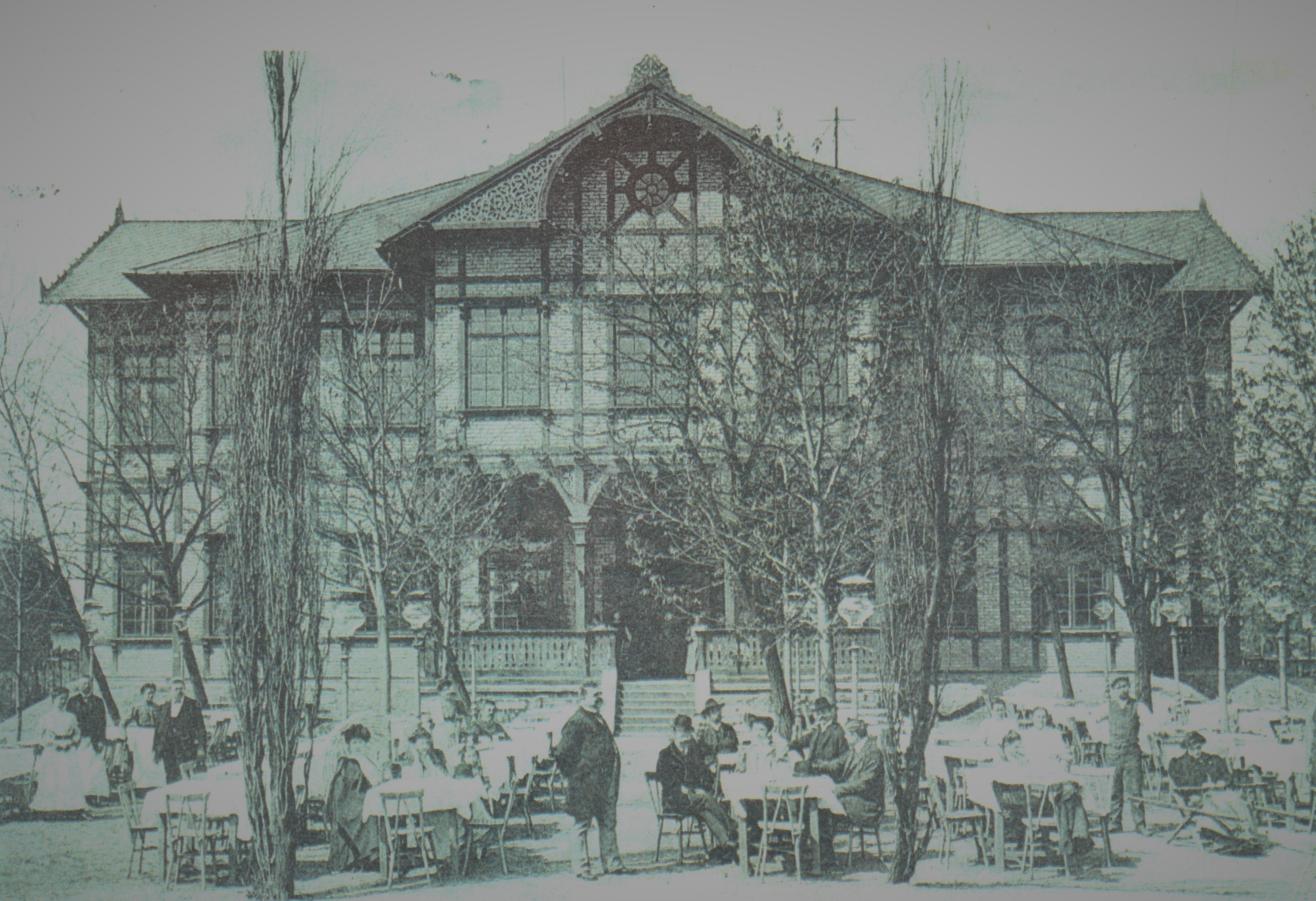
Erzsébet Sósfürdő

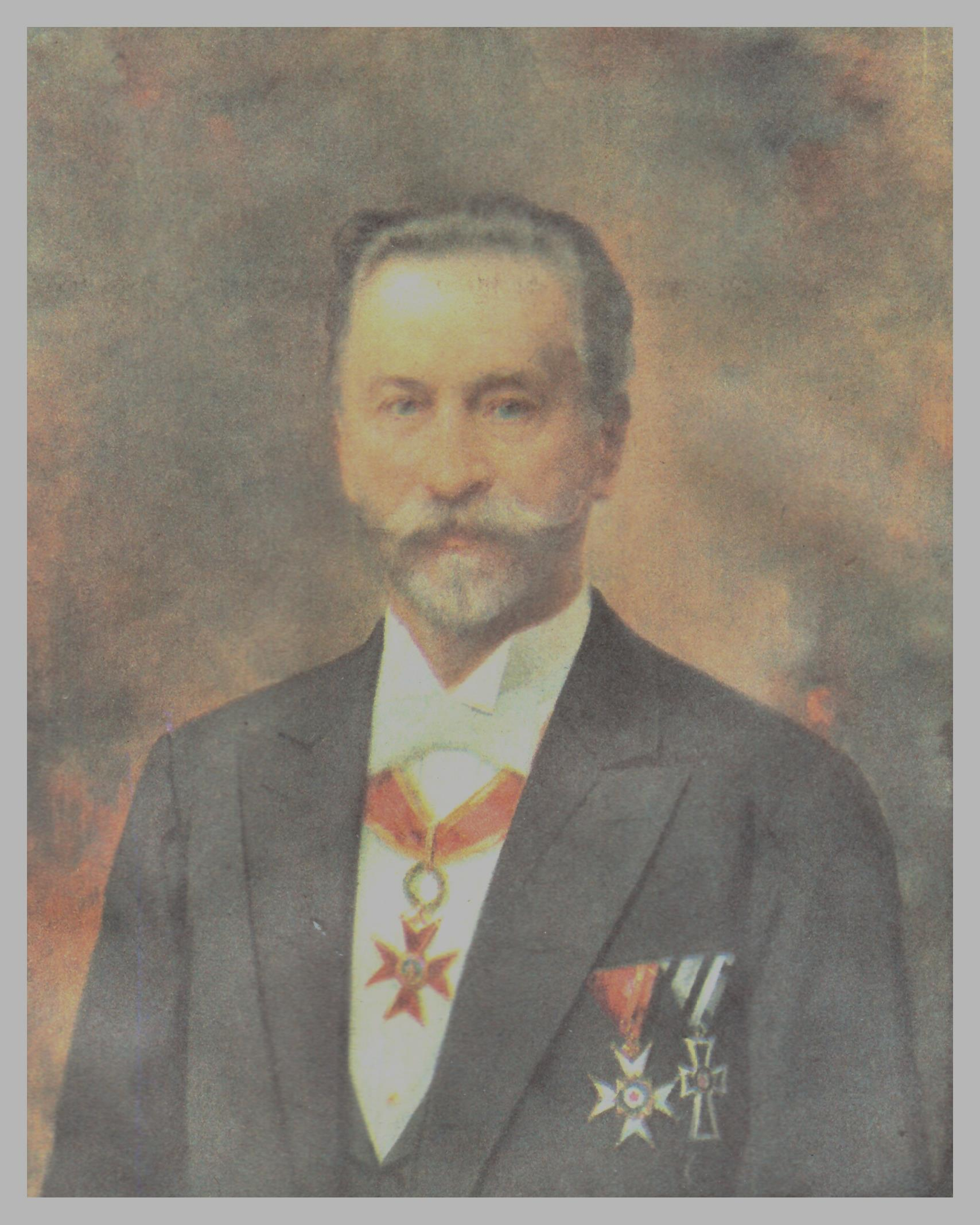
Mattoni Henrik

## Története
1853-ban vagy 1854-ben véletlenül derült fény a kelenföldi gyógyvíz létére: a telek tulajdonosa, Schleisz György kutat ásatott öntözési céllal, ám a feltörő víz sós-keserű ízűnek bizonyult.
A kor híres patikusa, Unger Ferenc megvásárolta a telket, és ivócsarnokot, majd 1855-re fürdőházat építtetett a glaubersóban gazdag gyógyvízre. Újabb kutat fúratott; a két kút a Hildegard (Albrecht Frigyes kormányzó és katonai főparancsnok felesége után) és Erzsébet királyné nevet viselte. Unger vendéglőt és palackozóüzemet is létesített; utóbbi az 1850-es években évi 100 000 üveg vizet palackozott.

### A fürdőhely fénykora
A fürdőhely Unger 1865-ös halála után többször is gazdát cserélt, és egyre jobban kiépült. Előbb Reiner Ármin kereskedő bérelte, majd 1881-től Mattoni Henrik császári tanácsos, kereskedő tulajdonába került, aki több csehországi fürdőt (Karlsbad, Gießhübl-Sauerbrunn, Gießhübl-Puchstein) is birtokolt.
Mattoni megbízásából 1884-re készült el az Ybl Miklós tervezte emeletes, „svájci stílusú” fürdőház; 44 kádfürdő mellett négy márvány-ülőmedence és hideg-meleg vizes zuhanyzók szolgálták a vendégeket, de szálloda, étterem (Ilona-villa), igazgatósági épület (Vilma-villa) és kápolna is tartozott a komplexumhoz. Parkját is kialakították: több kövezett sétány mellett egy mesterséges dombon Ybl Miklós gloriette-et állított.
A 20. század fordulóján már hét, 5–7 m mély kút biztosította a vizet (gőzgépekkel felváltva, két-három naponta kitermelve): a mai kórház telkén az Erzsébet-, az Ilona- és a Hunyadi Mátyás-forrás, délebbre, a Tétényi út nyugati oldalán (a mai Bikás park területén) pedig a Széchenyi-, a Heinrich-, a Szent István- és a Deák Ferenc-forrás. A fürdő fénykorában évi csaknem hétmillió üveg vizet palackoztak Király, Deák Ferenc, Szent István és Erzsébet néven, melyeket Nyugat-Európába is exportáltak.
A fővárosból sokan jártak ide emésztési problémákat, „női bajokat”, köszvényt, gyulladásokat kúrálni. A külvárosi üdülőhely forgalma nem egyszer a Király és Lukács fürdők forgalmát is megelőzte. 1900 áprilisában a villamosközlekedés is kiépült – előbb a 41-es, majd 1910-től a 63-as villamos („sósfürdői ingakocsi”) –, amit a fürdőt leszámítva a környék kiépültsége nem indokolt volna. A fürdőnek köszönhetően a Sárbogárdi út - Tétényi út - Halmi utca - Fejér Lipót utca, Mérnök utca és Fehérvári út határolta területen kellemes villanegyed épült ki.
1906-ban báró Kozmutza Miklós és felesége, Hérelle Zsuzsanna vásárolta meg a fürdőt. Ők építtették ki a gőzfűtést, amivel télen is látogatható lett az intézmény. A második világháború előtt az Országos Társadalombiztosító Intézet tulajdonába került az intézmény, és jelentősen korszerűsítették.

### A második világháború után
A háború után, bár az épületek kevés kárt szenvedtek, a városvezetés számára nem volt prioritás az épületállomány és a fürdő fenntartása. Az Ybl-féle fürdőházat lebontották, a forrásokat lefojtották, és 1950-ben a fürdő helyén megnyílt a Tétényi úti kórház.  Emlékét a kórház mögött található Sósfürdő tér és az abból északra nyíló Sósfürdő utca őrzi.